# Khoratichthys gibbus
Khoratichthys gibbus è un pesce osseo estinto, appartenente ai ginglimodi. Visse tra il Giurassico superiore e il Cretaceo inferiore (Titoniano - Berriasiano, circa 146 - 140 milioni di anni fa) e i suoi resti fossili sono stati ritrovati in Thailandia. 

## Descrizione
Questo pesce è noto per un esemplare completo e articolato, che ne ha permesso una ricostruzione dettagliata. Khoratichthys era caratterizzato da un corpo gibboso (da qui il nome specifico) con spine posteriori allungate sulle scaglie del margine dorsale. La regione delle guance era completamente ricoperta da ossa, ed erano presenti poche ossa infraorbitali; l'infraorbitale più anteriore era allungato e mostrava un piccolo contatto con l'orbita. Erano inoltre presenti sei suborbitali disposti in una fila; l'opercolo era di forma rettangolare, mentre il preopercolo era stretto e ricurvo regolarmente. L'interopercolo era grande. 

## Classificazione
Khoratichthys è considerato il più arcaico rappresentante dei lepisosteiformi, un gruppo di pesci attualmente rappresentato dai soli lucci alligatore ma che nel Mesozoico era molto più diversificato. Era probabilmente uno stretto parente di altri lepisosteiformi arcaici, come Lophionotus e Neosemionotus. Khoratichthys gibbus venne descritto per la prima volta nel 2016, sulla base di resti fossili ritrovati in Thailandia nella formazione Phu Kradung. 

## Paleoecologia
Come molti altri lepisosteiformi, anche Khoratichthys era un pesce d'acqua dolce.